# 金鹰重工

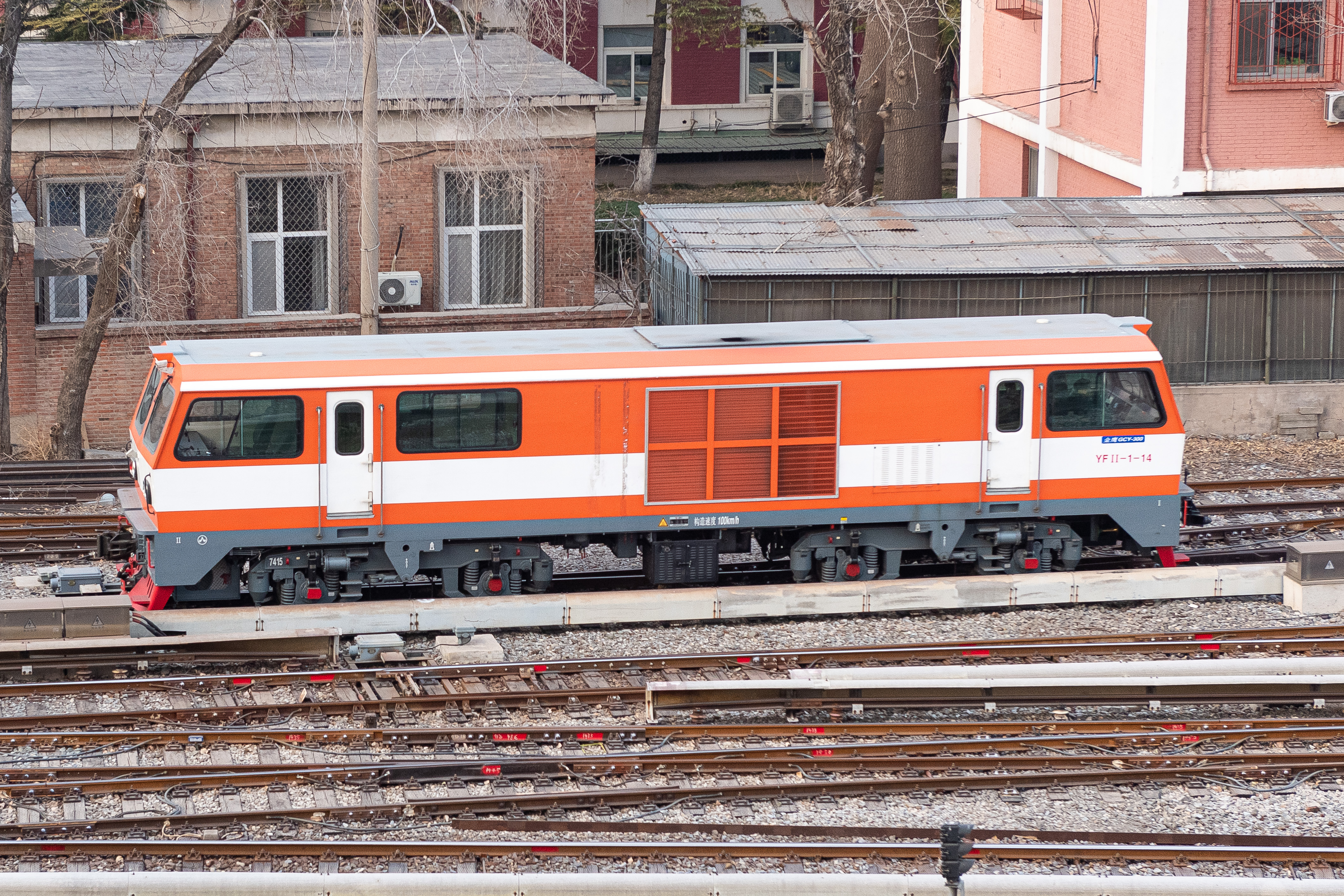
金鹰GCY-300型轨道车

金鹰重型工程机械股份有限公司（深交所：301048）是中華人民共和國一家轨道工程装备产品的研发、生产、销售与维修公司，為中国国家铁路集团有限公司下属的武汉局集团公司控股的一家公司，於2021年8月18日在深圳证券交易所创业板上市。金鹰重工成立于1958年，总部位于湖北襄阳。

## 外部鏈接
- 官方网站